# Заразиха Келлера
Заразиха Келлера, или Фелипанхе Келлера (лат. Phelipanche kelleri) — многолетнее травянистое растение, вид рода Заразиха (Orobanche) семейства Заразиховые (Orobanchaceae).

## Ареал и среда обитания
Поволжско-казахстанский вид. Ареал вида приурочен к степям Нижней Волги и Казахстана, редко встречается в Закавказье. Паразит, живущее на корнях полыней, как правило выбирает полупустынные сообщества на светло-каштановых почвах с пятнами солонцов, нередко меловые обнажения.

## Описание
Многолетнее растение. Паразит. Стебли в основании немного булавовидно утолщённые, желтоватые, покрытые редкими чешуями, простые или разветвлённые. Чешуи нижние овальные, почти голые, верхние ланцетные, к основанию часто вырезные или пильчатые, вверх направленные, желёзисто-волосистые.
Соцветие колосовидное, густое, обычно почти равное по длине остальной части стебля. Прицветники равны, реже длиннее чашечки, прижатые к ней, коротко желёзисто-волосистые. Прицветнички ланцетные, длиннее трубки чашечки. Чашечка длиной 8—11 мм, зубцы её короче трубки. Венчик длиной 18—20 мм, в отгибе синеватый, к основанию беловатый или жёлто-белый. Складки нижней губы венчика голые. Лопасти верхней губы большей частью заострённые, складки крупные, голые. Тычиночные нити голые или в нижней части слегка волосистые. Пыльники заострённые, голые, жёлтые. Рыльце 2-лопастное, покрытое сосочками.
Коробочка короче чашечки.

## Охрана
Включена в Красную книгу Волгоградской области.

## Синонимы
- Orobanche kelleri Novopokr.